# Institut des sciences du travail
Pour les articles homonymes, voir IST.
L'Institut des sciences du travail (IST), fondé par Guy Debeyre dans les années 1950, est une entité de la faculté des sciences juridiques, politiques et sociales de Lille de l'université de Lille. Centralisateur des projets de droit social de ULille, il collabore avec les différents laboratoires de recherche en droit social de ULille. 
Il prend son nom actuel en 1971 peu après la création de l'université Lille 2. Vont se succéder à la direction : le professeur Charles Freyria, le professeur Bernard Soinne, le professeur Pierre-Yves Verkindt, Philippe Enclos (maître de conférences à l'université de Lille 2), William Altide. Depuis 2008, Alexandre Barège, maître de conférences à l'université de Lille, assure cette direction. Depuis 2017, le professeur Bernard Bossu en assure la codirection. 
Depuis 2002, la présidence du conseil d'administration est assurée par Patrick Berritto, président du Conseil de prud'hommes de Lille. Le conseil d'administration se compose tant de représentants du monde universitaire (élus) que de représentants du monde professionnel. La durée du mandat des administrateurs élus est de quatre ans (deux ans pour les élus du collège étudiants).
Conformément à ses statuts et textes fondateurs, l'Institut développe également une offre de formation à destination d'un public varié. 
L'IST dispose d'un large fonds documentaire. Il est à relever qu'il s'agit du seul Institut de ce type dans les Hauts-de-France et plus largement au nord de Paris.

## Un centre de documentation unique dans la région
Le lecteur peut trouver dans le centre de documentation de l'IST, notamment, des ouvrages relatifs à l'histoire du droit social ; au droit du travail, de l'emploi et de la formation professionnelle ; au droit de la sécurité sociale et de l'aide sociale ; au droit de la santé au travail et de la médecine du travail ...la quasi-totalité des codes, manuels, traités, encyclopédies et autres usuels en droit social, principales revues juridiques générales et spécialisées, principales revues syndicales, toutes les thèses et mémoires de DEA et des masters 2 soutenus sur un plan local... ainsi qu'un accès aux bases électroniques pour lesquelles le Service commun de la documentation de l'université de Lille a souscrit un abonnement.
Le centre est ouvert à tous les salariés, aux enseignants et aux chercheurs, ainsi qu'aux étudiants à partir de la 3e année de Licence, aux usagers de l'Institut Régional d'Éducation Ouvrière (IREO) et aux professionnels du conseil des entreprises.

## Un rôle  dans la recherche
L'Institut donne des moyens concrets aux chercheurs, (centre de documentation fourni, accès internet...) et coordonne des projets scientifiques d'intervenants issus de divers laboratoires de recherche (appel d'offres du ministère, organisation de colloque...).
La parution d'une veille de jurisprudence permet de rendre compte de l'actualité et de l'évolution du droit social.

## Des formations diversifiées
L'actuel master recherche de droit social de l'université de Lille fut créé en 1995, sous l'appellation « DEA de droit social » par des enseignants qui gravitent autour de l'Institut. Il en ira de même en 2000 pour le DESS de droit des relations sociales en entreprises, « ancêtre » de l'actuelle master 2 professionnel de droit social.
2004 verra naître la première véritable formation de l'IST : le diplôme universitaire de droit de la rupture du contrat de travail (DUDRCT, niveau bac + 5). 
L'étendue du contentieux lié à la rupture du contrat de travail, ses incidences humaines, sociales, fiscales et financières, ainsi que l'importance des difficultés de procédure et d’imputabilité ont semblé justifier une formation intégralement consacrée à ce thème et destinée aussi bien aux étudiants en formation initiale (Droit, Master) qu'aux professionnels du Droit et des ressources humaines (juristes, personnel d'un service RH, conseillers prud'hommes, et plus généralement salariés justifiant de connaissance en droit du travail...).
Dans l’objectif de spécialisation de ses étudiants, le DU DRCT offre 120 heures d’enseignements, dispensées par des professionnels et des universitaires, intégralement tournées vers le droit de la rupture du contrat de travail et réparties de la façon suivante : 
- Les principes généraux du droit de la rupture du contrat de travail (2 heures)
- La motivation du licenciement pour motif personnel (18 heures)
- La motivation du licenciement pour motif économique (18 heures)
- La procédure du licenciement pour motif personnel (18 heures)
- La procédure du licenciement pour motif économique (18 heures)
- La rupture du contrat de travail à l’initiative du salarié (12 heures)
- Les négociations sur la rupture du contrat de travail (15 heures)
- Procédures collectives et rupture du contrat de travail (9 heures)
- Méthodologie de la recherche juridique (10 heures)

La rentrée intervient chaque année en septembre.
La plupart des matières font l’objet d’un contrôle continu des connaissances dont les modalités sont déterminées par l’enseignant qui en est responsable. 
Deux épreuves terminales, effectuées courant juin, permettent de contrôler l’acquisition globale des connaissances et la capacité de restitution des enseignements reçus au cours de l’année par les étudiants. Elles consistent en un examen écrit (portant sur les matières enseignées pendant 18 heures ainsi que la matière relative à la rupture du contrat de travail à l'initiative du salarié) et un examen oral consistant en un bref exposé portant sur un sujet tiré au sort et relatif à n’importe quelle matière enseignée au DU devant un jury suivi de questions-discussions. 
Une seconde session est organisée en septembre pour les personnes n'ayant pas obtenu le diplôme en juin. 
Le DU DRCT sera suivi en 2006, par un Certificat universitaire d'initiation au droit du travail (CU IDT), accessible sans condition de diplôme. Le Droit du travail est devenu au fil du temps relativement autonome des autres branches juridiques. Son application est de plus en plus complexe alors que, dans le même temps, il est de plus en plus présent dans l'entreprise. Un tel constat s'est accompagné de celui d'une absence fréquente de formation, même sommaire, des personnes qui y sont confrontées. Ce sont les raisons pour lesquelles l'Institut des sciences du travail de l'université de Lille a créé une telle formation. 
Cette initiation est volontairement accessible au plus grand nombre : étudiants venant d’autres disciplines que le droit, juristes généralistes, assistants juridiques, membres de services de ressources humaines, salariés, chef d'entreprises, syndicalistes … Ce certificat universitaire est placé sous la direction de Bernard Bossu, professeur agrégé des facultés de droit.
Outre l'étendue du public visé par cette initiation, cette formation se caractérise par la possibilité de l'intégrer sans formation juridique préalable, grâce au module obligatoire « Cadre institutionnel du droit du travail ». 
Quant au contenu de l'initiation, il a été conçu afin d'effectuer le balayage le plus complet possible du droit du travail tout en initiant les étudiants au raisonnement juridique en l'appliquant au droit des relations individuelles et collectives de travail.
Concernant le programme envisagé, l'initiation intègre une possibilité de personnalisation de la formation pour permettre aux participants d'organiser celle-ci en fonction de leurs besoins. 
Les modules de l'initiation sont les suivants : 
1. Le cadre institutionnel du droit du travail - 5 heures
- Histoire et principes généraux du droit et du droit du travail
- Normes d'encadrement du droit du travail : élaboration de la législation du travail, rôle des partenaires sociaux, sources diverses du droit du travail
- Contrôle de l'application du droit du travail : le rôle de l'inspection du travail, les juridictions amenées à statuer sur les litiges portant sur la relation de travail

2. Les relations individuelles de travail (les relations directes employeur - salarié) - 25 heures
- La mise en place de la relation de travail : le choix du type de contrat, la procédure d'embauche, la rédaction du contrat et ses différentes clauses, la période d'essai
- L'exécution de la relation de travail : les obligations de l'employeur, les pouvoirs de l'employeur, l'évolution de la relation de travail (modification et transfert du contrat), la durée du travail, les congés et la maladie
- La fin de la relation de travail : le licenciement pour motif personnel, le licenciement pour motif économique, la démission et la prise d'acte, la résiliation judiciaire, la rupture conventionnelle et les autres modes de rupture du contrat de travail

3. Les relations collectives de travail 20 heures
- La représentation du personnel et la représentation syndicale dans l'entreprise : présence du syndicat dans l'entreprise, rôle et pouvoir des différentes institutions (comité d'entreprise, délégué du personnel…)
- La négociation collective : mise en place des conventions collectives, modification des conventions, obligations et intérêt de négocier
- Les manifestations pratiques des rapports de forces dans l'entreprise : la grève, le lock-out et leur gestion

La rentrée intervient chaque année en septembre.
- Ce site est desservi par la station de métro Porte de Douai - Jardin des Plantes.